# Argo Group
Die Argo Group GmbH war ein Dienstleistungsunternehmen mit Sitz in Hamburg.

## Allgemein
Die Unternehmen der Argo Group mit Sitz in Hamburg bieten als Personaldienstleister Lösungen im Bereich Personalvermittlung, Zeitarbeit, Recruitment Process Outsourcing und Onsite Management an. Insgesamt arbeiten circa 4000 Personen an 44 Standorten in Deutschland sowie weitere in Großbritannien, der Schweiz und den Arabischen Emiraten. 2015 erwirtschaftete das Unternehmen einen Umsatz von gut 100 Mio. Euro. Die Argo AG gehört damit zu den 25 größten Personaldienstleistern Deutschlands. Die meisten Gesellschaften der Argo Group besitzen als Branchenspezialisten auch spezifisches Know-how ihrer Kundenbranchen und gehören innerhalb ihres Branchensegmentes zu den größten Personaldienstleistern wie die Argo Aviation (Luftfahrt), Argo Defense (Wehrtechnik), A/S Logcare (Logistik), Argo Tec (Schweißer) und Argo Professional (kaufm. Bereich). Als größte Tochtergesellschaft gehört auch die Argo GmbH (Argo Personal Service) als branchenübergreifendes Zeitarbeits- und Personalvermittlungsunternehmen zur Argo Group.

## Geschichte
Die Argo Personal Service wurde 1988 in Augsburg durch Alfred Röhrle und Günter Ogger („Nieten in Nadelstreifen“) gegründet und 1998 von Marcus Schulz, Christian Pflüger und der Nord Holding Unternehmensbeteiligungsgesellschaft mbH übernommen. Von 2007 an waren die Unternehmer Pflüger und Schulz Alleinaktionäre der Argo Group. Seit 2016 ist Marcus Schulz alleiniger Gesellschafter der Argo Group GmbH. Im Laufe der Jahre hat die Argo Group eine Reihe kleinerer Personaldienstleister wie bspw. die A&Z Zeitarbeit übernommen.

## Dienstleistungen
Die Argo Group bietet als Personaldienstleister Lösungen im Bereich Zeitarbeit, Personalvermittlung, Recruitment Process Outsourcing und Onsite Management an. Im Jobportal der Argo Group finden Jobsuchende mehr als 1.500 Jobangebote.

## Auszeichnungen
Im Jahr 2012 wurde die Argo AG Finalist bei der Verleihung des „Entrepreneur des Jahres“  in der Kategorie Dienstleistung.

## Sponsoring
Die Argo Group hat bereits diverse Sponsorings durchgeführt, u. a. für die Augsburger Puppenkiste, den FC St. Pauli, bei den Ravensburg Towerstars und die Rugby-EM.